# Søren Christensen
Søren Ejlersgård Christensen (Nysted, 29 giugno 1986) è un ex calciatore danese, di ruolo centrocampista.

## Carriera

### Club

#### Haugesund
Il 25 febbraio 2015, l'Haugesund ha ufficialmente annunciato sul proprio sito d'aver ingaggiato Christensen, che si è legato al club norvegese con un contratto dalla durata annuale.

#### Slaven Belupo
Libero da vincoli contrattuali, in data 15 febbraio 2016 ha firmato un contratto con i croati dello Slaven Belupo.

## Palmarès

### Competizioni nazionali
- Campionato danese: 1

Nordsjælland: 2011-2012
- Coppa di Danimarca: 2

Nordsjælland: 2009-2010, 2010-2011